# Le Sorcier, le Prince et le Bon Génie
Le Sorcier, le Prince et le Bon Génie je francouzský němý film z roku 1900. Režisérem je Georges Méliès (1861–1938). Film trvá zhruba dvě minuty. Jména herců kromě Mélièse nejsou známa.

## Děj
Princ přichází za čarodějem, aby mu vytvořil ženu svých snů. Čaroděj ženu vytvoří, ale jen na velmi krátkou dobu. Princ se rozčílí a chce čaroděje probodnout mečem. Čaroděj zmizí a uvězní ho. Do místnosti vejdou hrozivě vypadající bíle oděné ženy a princ, který se promění v žebráka, je prosí o slitování. V tom okamžiku se objeví dobrá víla, která ho osvobodí, dá mu snoubenku a vrátí mu původní podobu. Na závěr víla zpozoruje čaroděje a uvězní ho do malé klece.